# Criminal
Criminal (на български: „Престъпник“) е песен на американската певица Бритни Спиърс. Издаден е като четвърти сингъл от седмия албум на Спиърс на 30 септември 2011 г. в дигитален формат по цял свят. Песента е написана от Тифъни Амбър и шведите Макс Мартин и Шелбек, които също са и продуценти.